# CoRoT-9 b
CoRoT-9 b ist ein Exoplanet, der von der Erde rund 1.500 Lichtjahre entfernt den sonnenähnlichen Stern CoRoT-9 im Sternbild Schlange begleitet.

## Weitere Details
Der Exoplanet ist ein Gasriese mit ähnlicher Ausdehnung wie Jupiter und dürfte hauptsächlich aus Wasserstoff und Helium bestehen. Das Klima des Planeten wird zwar im Vergleich zu den meisten anderen bisher entdeckten Exoplaneten als relativ gemäßigt angesehen (zwischen −20 und +160 Grad Celsius), jedoch dürfte Leben, wie wir es von der Erde kennen, dort unmöglich sein, da es sich um einen Gasplaneten handelt. Der Exoplanet umkreist seinen Zentralstern in etwa demselben Abstand, wie der Planet Merkur die Sonne und benötigt für eine Umrundung des Zentralgestirns 95 Erdentage. Angesichts der Tatsache, dass die meisten der bislang bekannten sogenannten Hot Jupiters ihren jeweiligen Zentralstern in einem äußerst geringen Abstand umkreisen und deshalb nur wenige Tage für einen Orbit brauchen, ist die bei CoRoT-9 b festgestellte Umlaufzeit sehr lang.
Eine weitere Besonderheit von CoRoT-9 b ist, dass er aus Sichtlinie der Erde direkt vor seinem Stern vorbeizieht, was seine Entdeckung durch die Transitmethode ermöglichte. Die Entdeckung erfolgte durch den Forschungssatelliten COROT. Dies ermöglicht zum ersten Mal die spektroskopische Untersuchung der Atmosphäre eines Exoplaneten dieser Art, weshalb dieser Planet auch als Stein von Rosetta für die Planetenforschung bezeichnet wurde.